# Interbrasil STAR
A Interbrasil STAR era o braço de aviação regional da Transbrasil, Iniciou seus voos em 3 de julho de 1995 com 3 aeronaves EMB-120QC e transportou naquele ano 20.875 passageiros com 37% de aproveitamento. A estratégia era de ser uma feeder-line da Transbrasil, sua empresa-mãe. Cogitou-se muito na operação dos ERJ 145 e Canadair porém nunca se concretizou. No início a empresa atendia as cidades de Campinas, Ribeirão Preto e São José do Rio Preto, com um voo que partia de Guarulhos e também as cidades de Brasília, Goiânia, Chapecó, Londrina, Maringá, Foz do Iguaçú e Porto Alegre.

## História
Interbrasil Sistema de Transporte Aéreo Regional foi fundada em 14 de janeiro de 1994 como uma subsidiária da Transbrasil. As operações começaram em 3 de julho de 1995.
Entre 1997 e 1998 a InterBrasil transportou no total 185.599 passageiros e operava 6 aeronaves Embraer EMB 120. 
Em 1999 a Interbrasil STAR participou com a Total Linhas Aéreas na criação de um serviço de shuttle do Aeroporto do Rio de Janeiro-Santos Dumont e o Aeroporto de Belo Horizonte-Pampulha utilizando principalmente o ATR-42 da Total. Naquele período a empresa transportou 299.379 passageiros. 
Em 2000 eram 19 cidades atendidas. Neste mesmo ano sub-arrendou um Boeing 737-300 da Transbrasil para operar de Congonhas para Porto Alegre e do Santos Dumont para Pampulha. O número de passageiros ficou em 293.750 passageiros transportados. 
Em 4 de dezembro de 2001, após o colapso da sua empresa-mãe, Transbrasil, a Interbrasil STAR encerrou suas operações.

## Destinos
A Interbrasil STAR voou para cidades como Bauru, Belo Horizonte, Brasília, Campinas, Cascavel, Chapecó, Curitiba, Florianópolis, Foz do Iguaçu, Goiânia, Joinville, Londrina, Maringá, Navegantes, Porto Alegre, Ribeirão Preto, Rio de Janeiro, São José do Rio Preto, São Paulo e Uberlândia.

## Frota

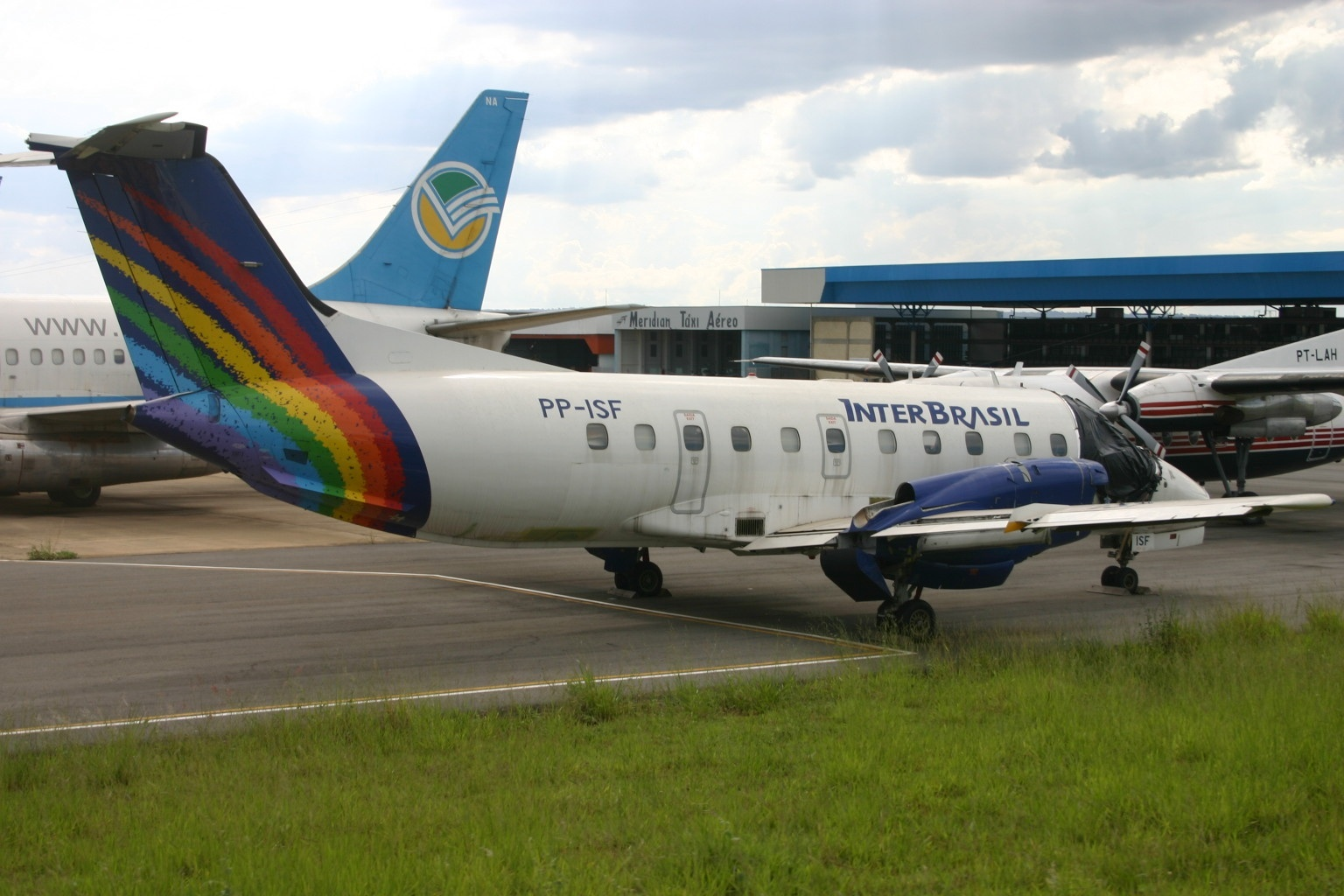
Um Embraer EMB 120 da Interbrasil em 2012, pintado no último esquema de cores da Transbrasil

A frota da Interbrasil STAR consistia nas seguintes aeronaves:
| Aeronaves                | Total | Ano de Utilização | Notas                                                               |
| ------------------------ | ----- | ----------------- | ------------------------------------------------------------------- |
| Embraer EMB-120 Brasília | 8     | 1995-2001         | Após o encerramento da empresa, todos os aparelhos foram sucateados |
| Total                    | 8     |                   |                                                                     |